# Републикански път II-99
Републикански път II-99 е второкласен път, част от Републиканската пътна мрежа на България, преминаващ изцяло по територията на Бургаска област. Дължината му е 109,1 km.
Пътят се отклонява наляво при 28,8 km на Републикански път I-9 югозападно от квартал „Крайморие“ на град Бургас и се насочва на изток през северните разклонения странджанските ридове Росен баир и Медни рид, успоредно на южния бряг на Бургаския залив. При град Черноморец пътят завива на юг, а след това на югоизток като следи западния и южния бряг на Созополския залив. След разклона за град Созопол на протежение от около 9 km е изградено нов участък на пътя, който преминава по източния склон на Медни рид, а не в близост до брега и северно от река Ропотамо отново се включва в старото си трасе. След като пресече реката пътят изкачва ниска седловина и западно от град Приморско слиза в долината на Дяволска река и оттук до град Царево се движи успоредно на брега. В този си участък преминава западно от град Китен и село Лозенец и достига югозападно от град Царево. Тук Републикански път II-99 завива на югозапад, изкачва се на билото на странджанския рид Босна и по него продължава в западна посока. Минава последователно през село Изгрев, в близост до село Българи и през село Кондолово. На 4 km след последното пътят завива на юг, минава през село Граматиково и по южния склон на Босна слиза в дълбоката долина на река Велека. След като пресече реката продължава в югозападна посока, изкачва се по северния склон на Граничния рид на Странджа, минава източно от град Малко Търново и в югоизточната част на града отново се съединява с Републикански път I-9 при неговия 319,3 km.
По протежението на Републикански път II-99 вляво и вдясно от него се отделят два третокласни пътя:
- при 6,5 km – надясно Републикански път III-992 (32,5 km) до град Приморско;
- при 51,9 km, югозападно от град Царево — наляво Републикански път III-9901 (30 km) през село Варвара, град Ахтопол и село Синеморец до село Резово.

| Пътища, отклоняващи се надясно (населено място, № на пътя, посока на пътя) | km    | Пътища, отклоняващи се наляво (посока на пътя, № на пътя, населено място) |
| -------------------------------------------------------------------------- | ----- | ------------------------------------------------------------------------- |
| Община Бургас, I-9, 248,8 km ←                                             | 0,0   | ← 248,8 km, I-9, Община Бургас                                            |
| Община Созопол, (до гр. Приморско) III-992, 0 km ←                         | 6,5   | Община Созопол                                                            |
| (за с. Атия) общински път ←                                                | 10    |                                                                           |
|                                                                            | 14,1  | → общински път (за гр. Черноморец)                                        |
| (за с. Равадиново) общински път ←                                          | 19,7  | → общински път (за гр. Созопол)                                           |
| Община Приморско                                                           | 29,3  | Община Приморско                                                          |
| (от 6,5 km на II-99) III-992, 32,5 km, гр. Приморско →                     | 37,4  | гр. Приморско                                                             |
| (за с. Писменово) общински път ←                                           | 39,1  | → общински път (за Международен младежки център)                          |
|                                                                            | 41,6  | → общински път (за гр. Китен)                                             |
| Община Царево                                                              | 42,9  | Община Царево                                                             |
|                                                                            | 43,4  | → общински път (за с. Лозенец)                                            |
| (за селата Велика и Фазаново) общински път ←                               | 46,2  | → общински път (за с. Лозенец)                                            |
|                                                                            | 51,9  | → 0 km, III-9901 (до с. Резово) → общински път (за гр. Царево)            |
| с. Изгрев                                                                  | 56,4  | с. Изгрев                                                                 |
|                                                                            | 67,8  | → общински път (за с. Кости)                                              |
|                                                                            | 68,1  | → общински път (за с. Българи)                                            |
| с. Кондолово                                                               | 74,6  | с. Кондолово                                                              |
| Община Малко Търново, (от 281,9 km на I-9) III-907, 25,5 km →              | 78,8  | Община Малко Търново                                                      |
|                                                                            | 83,1  | → общински път (за с. Граматиково)                                        |
|                                                                            | 100   | → общински път (за с. Сливарово)                                          |
| (от ГКПП Дуранкулак) I-9, 319,3 km, гр. Малко Търново →                    | 109,1 | → гр. Малко Търново, 319,3 km, I-9 (до ГКПП Малко Търново)                |